# Rafael Mea Vitali
Rafael Mea Vitali (Caracas, Distrito Federal, Venezuela, 16 de febrero de 1975) es un exfutbolista y entrenador venezolano. Jugaba como defensa y su último equipo fue Metropolitanos Fútbol Club de la Primera División de Venezuela. Es hermano del también exfutbolista Miguel Mea Vitali.

## Clubes

### Como jugador
| Club                              | País           | Temporada |
| --------------------------------- | -------------- | --------- |
| Caracas Fútbol Club               | Venezuela      | 1993-2000 |
| New Jersey Stallions              | Estados Unidos | 2001      |
| Caracas Fútbol Club               | Venezuela      | 2001-2002 |
| SV Waldhof Mannheim               | Alemania       | 2002-2004 |
| Caracas Fútbol Club               | Venezuela      | 2004-2006 |
| Unión Atlético Maracaibo          | Venezuela      | 2006-2008 |
| Estrella Roja Fútbol Club         | Venezuela      | 2008      |
| Club Deportivo Mineros de Guayana | Venezuela      | 2008-2009 |
| Aragua Fútbol Club                | Venezuela      | 2009-2012 |
| Atlético Venezuela                | Venezuela      | 2012-2015 |
| Metropolitanos FC                 | Venezuela      | 2015      |

### Como asistente
| Club        | País   | Temporada   | Asistente de   |
| ----------- | ------ | ----------- | -------------- |
| Tauro FC    | Panamá | 2018 - 2020 | Saúl Maldonado |
| Sporting SM | Panamá | 2021        | Saúl Maldonado |
| CD del Este | Panamá | 2022 - 2023 | Daniel Blanco  |

### Como técnico
| Club              | País   | Temporada | Partidos dirigidos |
| ----------------- | ------ | --------- | ------------------ |
| Tauro Fútbol Club | Panamá | 2020      | 3                  |
| Sporting SM II    | Panamá | 2021      | 22                 |